# إليو روكا
إليو روكا (بالإسبانية: Elio Roca)‏ هو كاتب أغاني وممثل أرجنتيني، ولد في 3 أغسطس 1943 في الأرجنتين. توفي في 19 ديسمبر 2021.

## وصلات خارجية
- إليو روكا على موقع IMDb (الإنجليزية)
- إليو روكا على موقع ميوزك برينز (الإنجليزية)
- إليو روكا على موقع ديسكوغز (الإنجليزية)
- إليو روكا على موقع كينوبويسك (الروسية)